# Pădurea Icușeni (sit SCI)
Pădurea Icușeni este o arie protejată (sit de importanță comunitară — SCI) din România, desemnată în scopul protejării biodiversității și menținerii într-o stare de conservare favorabilă a florei spontane și faunei sălbatice, precum și a habitatelor naturale de interes comunitar aflate în arealul zonei de protecție. Aceasta este întinsă pe o suprafață de 9,9 ha, integral pe uscat.

## Localizare
Situl se întinde pe teritoriul administrativ al comunei Golăiești din județul Iași. Centrul sitului Pădurea Icușeni este situat la coordonatele 47°14′44″N 27°40′17″E / 47.245631°N 27.671483°E.

## Înființare
Situl Pădurea Icușeni (ROSCI0160) a fost declarat sit de importanță comunitară în decembrie 2007 pentru a proteja un număr necunoscut de specii din flora spontană și fauna sălbatică aflate în arealul zonei Situl include rezervația naturală Pădurea Icușeni.

## Biodiversitate
Situată în ecoregiunea continentală a Podișului Moldovei (în Câmpia Moldovei), aria protejată conține un habitat natural: Păduri stepice euro-siberiene cu Quercus spp..
La baza desemnării sitului se află un număr nedeclarat de specii protejate.